# Барбад Мервезі
Барбад або Барбод (перс. باربد; кінець VI — початок VII століття нашої ери) — перський поет-музикант, теоретик і композитор сасанідської музики, який виконував свої пісні на барбаті й служив головним менестрелем при дворі шахиншаха Хосрова II (правив 590–628). Одна з головних постатей в історії іранської музики і найвидатніший перський музикант свого часу. Про нього є багато згадок у пізнішій перській літературі, найвідомішу з яких подає Фірдоусі у своєму «Шахнаме». Чисельність і характер цих посилань свідчать про його унікальний вплив на музику і культуру свого часу, а деякі автори його навіть проголошують «засновником перської музики». Попри мізерну кількість біографічної інформації, історичність Барбада загалом не викликає сумніву. Народжений у Мерві або Джахромі Барбад більшу частину своєї кар'єри прослужив при дворі Хосрова, який дуже його цінував. Існують розбіжності в джерелах, як після вбивства Хосрова склалась доля Барбада. В одних з них сказано, що його вбили, а в інших, — що він сам убив іншого музиканта.
Барбаду традиційно приписують різні винаходи в теорії та практиці перської музики, однак ці атрибуції не є надійними, бо їх зроблено через століття після його смерті. Зберігся один вірш Барбада й відомі назви деяких його творів, але не залишилося жодної його музичної композиції. Жодне сасанідське джерело не містить згадок про Барбада, тобто відомості про нього, імовірно, переказувалися з уст в уста, аж поки про нього не написав поет Халед ібн Файяз (прибл. 718 рік). Його творчість збереглася принаймні до 10 століття, ставши своєрідною «моделлю художніх досягнень». Барбад залишається видатною постаттю в сучасних Ірані, Афганістані й Таджикистані.

## Ім'я

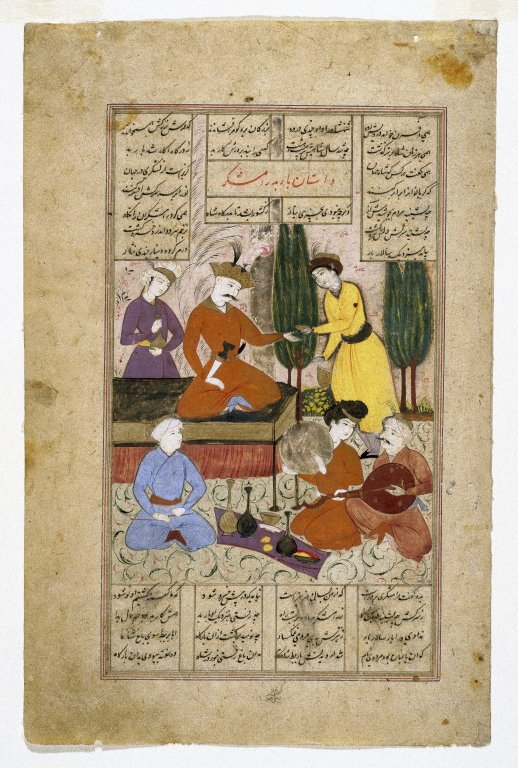
Музикант Барбад (у правому нижньому куті) розважає Бахрама Гура і придворних. З рукопису «Шахнаме» Фірдоусі, друга половина 17 ст.

Різні посмертні джерела по-різному передають написання імені цього сасанідського музиканта. У перських джерелах записано «Barbād», тоді як арабські вчені вживають Fahl(a)bad, Bahl(a)bad, Fahl(a)wad, Fahr(a)bad, Bahr(a)bad і Bārbad/ḏ. У сучасних джерелах найчастіше вжито форму «Barbad», і саме таке написання данський сходознавець Артур Крістенсен вважав правильним. Однак німецький сходознавець Теодор Нелдеке припустив, що написання, яке подають арабські тлумачі, наприклад, «Fahl(a)bad», це і є арабізована форма його справжнього імені, ймовірно, Pahrbad/Pahlbad. Нелдеке додає, що написання «Bārbad» з'явилось внаслідок помилкового передавання неоднозначних літер абетки Пехлеві . Іраніст Ахмад Тафаззолі погоджується з Нелдеке і як доказ наводить сасанідську печатку, що містить ім'я «Пахрбад/Пахльбад», а також найранішу згадку про цього сасанідського музиканта, де вжито написання «Bahrbad/Bahlbad», тобто, можливо, арабізовану форму справжнього імені.

## Контекст і джерела
Історію музики Ірану можна простежити принаймні від зображень аркових арф, датованих 3300–3100 рр. до н. е., однак лише від часів Сасанідської імперії (224—651 рр. н. е.) доступна хоч якась суттєва інформація. Цей наплив сасанідських документів свідчить про неабиякий розвиток музичної культури в Імперії, особливо в місцевостях, де панував зороастризм. Серед сасанідських шахиншахів було багато палких прихильників музики, зокрема, засновник імперії Ардашир І і Бахрам V. Найвидатнішим патроном був Хосров II, а роки його правління (590—628) вважають золотою добою перської музики. Відомі імена музикантів, які служили Хосрову: Азадвар-е Чангі, Бамшад, арфістка Наґіса (Накіса), Рамтін, Саркаш (також Сарґіс або Саркас), але найвідоміший серед них — Барбад. Це були придворні менестрелі — виконавці власних віршів та музики (в Сасанідській імперії майже не розділяли поезію та музику).
Хоча збереглося чимало текстів середньоперською мовою (пехлеві), створених у Сасанідській імперії, лише один — Хусрав кубадан ва рідак — містить коментарі до музики, однак ні в ньому, ні в будь-яких інших сасанідських джерелах не згадано Барбада. Тобто відомості про нього, імовірно, переказувалися з уст в уста, аж поки про нього не написав поет Халед ібн Файяз (прибл. 718 рік) . А вже у пізніших стародавніх арабських і перських джерелах Барбад стає найбільш обговорюваним сасанідським музикантом, хоча про нього рідко йдеться в творах, присвячених суто музиці. Рідкісний виняток — побіжна згадка в музичному трактаті Мухаммада бін Мухаммада бін Мухаммада Нішабурі Rasaleh-i musiqi-i. Стародавні джерела загалом містять мало біографічної інформації, а більша частина з того, що є, це якісь напівлегендарні оповіді. Найвідомішу оповідь про Бардада подає Фірдоусі у своєму «Шахнаме», написаному наприкінці 10-го століття. Серед інших важливих джерел: оповідь, яку наводить сучасник Фірдоусі, поет ас-Саалібі в своєму Ghurar al-saya, а також твори поета Нізамі́ Ґенджеві Хосров і Ширін та Сім красунь, які він створив наприкінці 12 століття в рамках циклу Хамсе. Попри велику кількість оповідей, в яких Барбада зображено як легендарного персонажа, науковці зазвичай не ставлять під сумнів його історичність.

## Уривки життєпису та легенди

### Раннє життя
Існують суперечливі давні відомості про місце народження Барбада. В старіших джерелах йдеться про місто Мерв у північно-східному Хорасані, тоді як у новіших — про Джахром, містечко на південь від Шираза в Парсі. На думку Тафаззолі, письменники, які написали про Джахром, зробили це під впливом рядка з «Шахнаме» Фірдоусі, де йдеться про те, як Барбад, дізнавшись про вбивство Хосрова, вирушив з Джерома до столиці Ктесифона; сучасний історик Мехрдад Кія подає лише Мерв.
І Фердоусі, і аль-Саалібі переказують оповідь про обдарованого молодого музиканта на ім'я Барбад, який жадав стати менестрелем при дворі Хосрова II, але заздрісний головний придворний менестрель Саркаш нібито стояв на заваді. Тоді Барбад одягнувся у все зелене і сховався в царському саду. Коли Хосров увійшов до саду, Барбад заспівав три пісні під акомпанемент барбата: Dād-āfrīd («створений богом»), Peykār-e gord («битва героя») і Sabz dar sabz («зелене в зеленому»). Ці пісні так вразили Хосрова, що він одразу ж наказав призначити Барбада на посаду головного менестреля  , яка тоді називалась шах-і рамішгаран  . У своїй поемі «Хосров та Ширін» Нізамі розповідає як Хосрову II приснився сон, у якому його дід Хосров I пророкував, що той «матиме менестреля на ім'я Барбад, чиє мистецтво могло б зробити смачною навіть отруту».

### Оповіді з Хосровом
Відтоді, як Барбад почав служити при дворі, він став улюбленим музикантом Хосрова. Існує багато оповідей про його привілейоване становище. Згідно з ними, він був у таких стосунках з Хосровом, що інші придворні шукали його посередництва коли упадали в неласку шахиншаха. У своїй поемі «Хосров і Ширін» Нізамі розповідає про Хосрова і Ширін, яким довелося розлучитися з політичних причин. Хосров одружується з іншою, але незабаром згадує про Ширін . Згодом вони зустрілися і влаштували так, щоб Наґіса співала про кохання Ширін до Хосрова, а Барбад — про кохання Хосрова до Ширін . Пісню, що злучила коханих, Нізамі записав у 263 двобейтах. Ідея покласти поезію на музику, щоб виразити почуття персонажів, була новою для перської музики. Згідно з книгою Kitab al-buldan історика 10-го століття Ібн аль-Факіха аль-Хамадані, дружина Хосрова Ширін попросила Барбада нагадати Хосрову про його обіцянку побудувати їй замок. Це нагадування він виразив у вигляді пісні й дістав у нагороду маєток поблизу Ісфагана для себе та своєї родини. Сельджуцький вчений Незам уль-Мульк розповідає, як одного дня Барбад наважився провідати придворного, якого Хосров ув'язнив. Коли ж шахиншах почав дорікати йому за це, то одного «дотепного жарту» було досить, щоб приборкати його гнів.

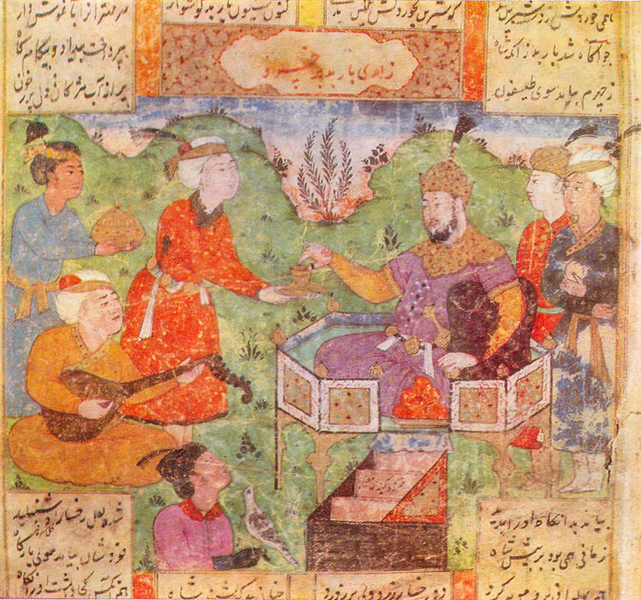
Барбад (ліворуч) виконує пісню для Хосрова II

Літературознавець Абу ль-Фарадж аль-Ісфагані у своєму «Кітаб аль-агані» розповідає про те, як одного разу під час королівського бенкету заздрісний музикант-суперник розладнав струни лютні Барбада. Царськими правилами було заборонено ладнати інструменти в присутності шахиншаха. Утім, коли Барбад повернувся і продовжив грати, то завдяки своїй майстерності зміг пристосуватися до розладнаних струн і далі виконувати пісні так, що ніхто нічого й не помітив. Аль-Ісфагані приписав цю розповідь Ісхакові аль-Мавсілі (776—856) — відомому менестрелю при дворі Гаруна ар-Рашида, — який нібито переказав її друзям .
Серед найпопулярніших легенд про Барбада — розповідь про улюбленого коня Хосрова назвиськом Шабдіз. У ній Хосров оголошує, що коли Шабдіз помре, то кожен, хто принесе про це звістку, буде страчений. Після смерті Шабдіза жоден придворний не наважився повідомити про це шахиншаха. Але Барбад знайшов вихід. Він заспівав сумну пісню, а Хосров, збагнувши її мету, промовив: «Шабдіз мертвий». На це Барбад відповів: «Так, і це Ваші слова, о Величносте». Так він урятував від смерті придворних. Першим про це написав поет Халед ібн Файяз, а згодом переповіли аль-Саалібі та письменник 13-го століття Закарія аль-Казвіні. В Ірані, Туреччині та Центральній Азії з'являлося багато подібних розповідей про музикантів, які через музику повідомляють правителя про смерть улюбленого коня, і цим оберігають вісника від його гніву. Пісні зі схожими сюжетами виконують під хорезмський дутар, киргизький комуз і казахську домбру. На думку Тафаззолі, ця розповідь засвідчує неабиякий вплив Барбада на Хосрова, а музикознавець Ллойд Міллер припускає, що ця та подібні історії свідчать про той великий вплив, який музиканти зі своєю музикою справляли на політичних лідерів.

### Смерть
Про останні роки життя Барбада, як і про місце його народження, дані джерел розходяться. За словами Фердоусі, коли Кавад II вбив Хосрова Барбад вирушив з Джахрома до столиці Ктесифона. Там він співав елегії на честь свого правителя, а потім на знак поваги до нього відрізав собі пальці та спалив інструменти . У своїй розповіді Аль-Саалібі твердить, що Саркаш, який залишився при дворі, хоч і був усунений з посади головного менестреля, отруїв Барбада. Однак, географ 9-го століття Ібн Хордадбех в Kitāb al-lahw wa-l-malahi навпаки пише, що це Барбад отруїв Саркаша, але завдяки «дотепному жартові» зміг уникнути покарання Хосрова. Вчений 9-го століття Ібн Кутайба в «Уюн аль-Ахбар» і поет 10-го століття Ібн Абд Раббіх в аль-Ікд аль-Фарід твердять, що Барбада вбив якийсь інший музикант, і подають різні варіанти його імені: Йошт, Рабуст, Рошк і Зівешт.

## Музика та поезія

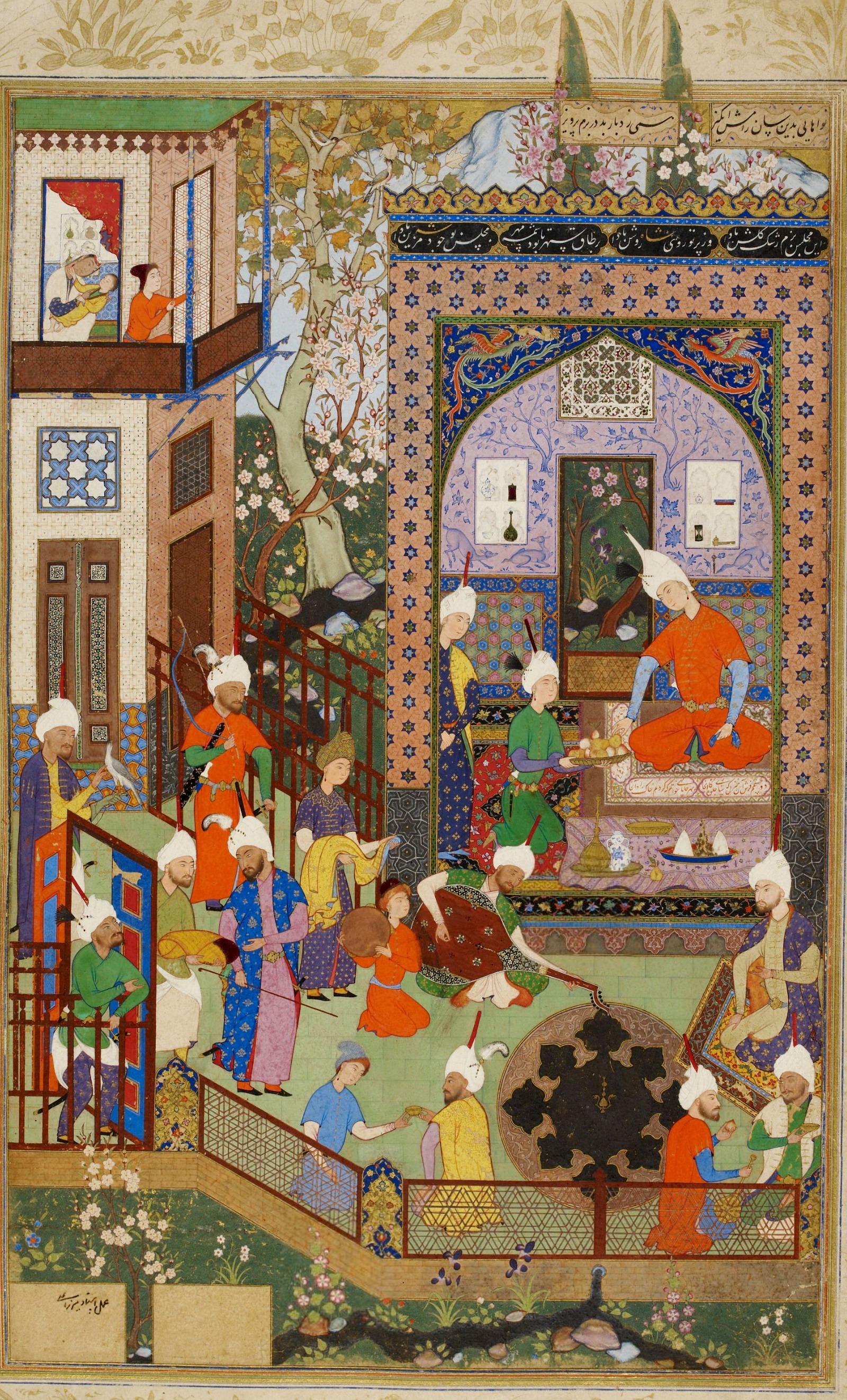
Ілюстрація 1539 року, Барбад (у центрі) грає на барбаті, Британська бібліотека.

Барбад був поетом-музикантом, теоретиком і композитором сасанідської музики. Він складав панегірики, елегії та вірші , і сам їх виконував на барбаті під час різних свят, як-от Новруза і Мехрегана, а також на державних бенкетах і святкуваннях перемоги. Не збереглося жодної композиції Барбада, а лише назви деяких з них, і вони свідчать про широке розмаїття тем, яких він торкався. Етномузиколог Гормоз Фархат умовно поділив їх на кілька категорій: епічні форми, основані на історичних подіях: kin-i Iraj (Помста Іраджа), kin-i siavash (Помста Сіяваша) і Taxt-i Ardashir (Трон Ардешира); пісні, пов'язані з сасанідським царським двором: Bagh-i shirin (Сад Ширін), Bagh-i Shahryar (Царський сад) і haft Ganj (Сім скарбів); і «композиції описового характеру»: roshan charagh (Яскраве світло). За словами вчених Ібн аль-Факіха і географа 13-го століття Якут аль-Хамаві, Барбад також є автором пісні Bag-e nakjiran (Сад для полювання), присвяченої робітникам, які нещодавно закінчили сади Каср-е Ширін.
Зберігся один вірш Барбада, хоча й у формі цитати. Його наводить Ібн Хордадбех у своєму Kitab al-lahw wa al-malahi. Він складається з трьох рядків середньоперською мовою, записаних арабським шрифтом. Музика до нього не збереглася. Вірш такий:
|                                                             | Цезар подібний до місяця, каган - до сонця, [а] мій володар подібний до дощової хмари, коли хоче, місяць накриває, коли хоче - сонце. Оригінальний текст (англ.) قیصر ماه مانَد و خاقان خورشید آن من خدای ابر ماند کامغاران که خواهد ماه پوشد که خواهد خورشید. |
| — Барбад, у книзі Ібн Хордадбеха Kitab al-lahw wa al-malahi | |

1936 року Крістенсен припустив, що і текст Khvarshēdh ī rōshan (Яскраве сонце) — це фрагмент вірша, який написав і виконав сам Барбад або інший поет-музикант його часу. Текст знайдено серед маніхейських рукописів у Турфані (Сіньцзян, Китай). Його написано середньоперською мовою, якою міг би користуватися Барбад. Він має чотири 11-складові рядки, а його назва нагадує сасанідську мелодію Arāyishn ī khvarshēdh (Краса сонця).
| | Сонце світить, повний місяць яскраво сяє Яскраво і променисто позаду стовбура дерева; Полохливі птахи пурхають навколо, сповнені радощів, Голуби й барвисті павичі пурхають навколо. Оригінальний текст (англ.) خورشید روشن، ماه کامل درخشان درخشنده و پرجلوه پشت تنه درخت؛ پرندگان مشتاق پر از شادی در اطراف آن می‌چرخند، کبوترها و طاووس‌های رنگارنگ در اطراف آن می‌خرامند. |
| — Khvarshēdh ī rōshan (літ. «Сонце, що світить»), прип. невідомому сасанідському музикантові, імовірно, Барбадові | |

Барбада традиційно вважають винахідником багатьох аспектів теорії та практики перської музики. Аль-Саалібі вперше приписав йому створення організованої системи ладів хафт хосровані, знаної під різними назвами: xosrovani (перс. سرود خسروانى), Haft Ḵosravāni, або khosravani . Згодом цю атрибуцію повторили такі вчені, як Аль Масуді  та Кутб ад-Дін аль-Ширазі. На основі цих царських ладів Барбад створив 30 тонів і 360 мелодій (дастан). Структура з 7-ми, 30-ти і 360-ти варіацій відповідає кількості днів, тижнів і місяців у зороастрійському календарі . Фархат зазначає, що точна причина цього невідома, хоча згідно з «Таріх-і гузіда» поета 14-го століття Хамдалли Муставфі, Барбад щодня співав шахиншахові одну з 360 мелодій. Як свідчить Аль-Саалібі, ці сім царських ладів усе ще побутували за його життя  (961—1039 роки) . Подальша інформація про природу цих предметів, теорій або композицій не збереглася. У своєму аналізі історичних та літературних джерел, що стосуються Барбада, музикознавиця Фірузе Хазраї заявила, що «доки не з'явиться нове незалежне джерело на цю тему, багато з цих атрибуцій слід розглядати як вигадки їхніх авторів». Вона зазначила, що багато атрибуцій Барбаду датовані століттями після його смерті, а зокрема, 30 тонів, що їх першим пов'язав з Барбадом Нізамі, який жив у 12 столітті. Крім того, у своєму дивані (збірці віршів) поет 11-го століття Манучехрі називає кілька ладів, які згадував Нізамі, але не пов'язує їх з Барбадом, хоча він і згадує сасанідського музиканта в інших своїх творах.

## Посмертна слава

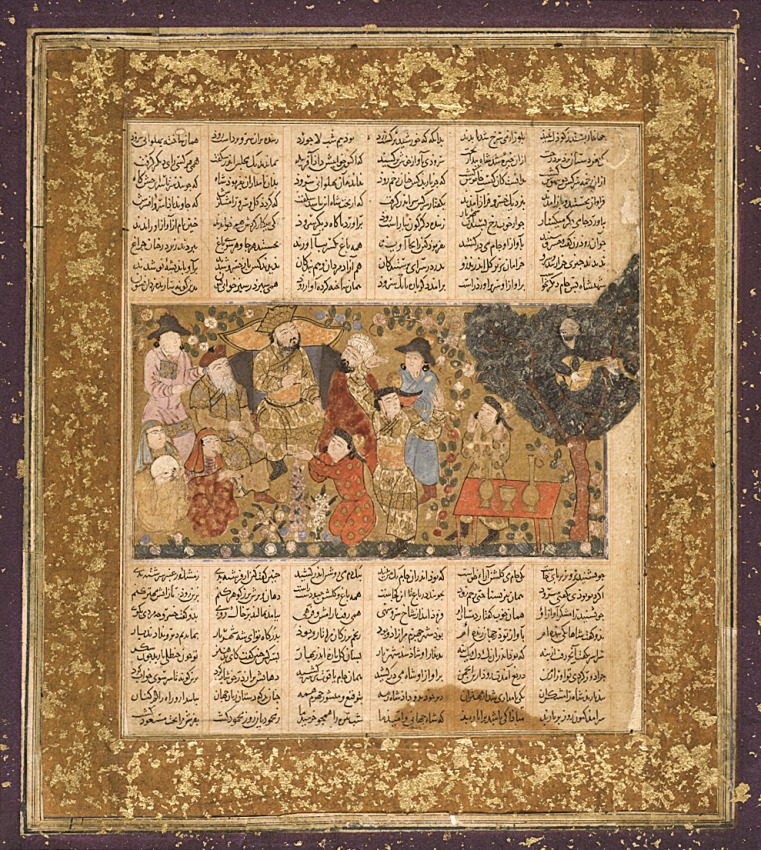
Ілюстрація з Шахнаме: Барбад сидить на дереві (у верхньому правому куті). Робота зберігається в Музеї мистецтв округу Лос-Анджелес

Барбад виконував свої твори на чотириструнному різновиді лютні під назвою барбат. Свого часу це був популярний інструмент, але жодних його слідів не залишилось, і врешті-решт його замінив уд. Музикознавці Жан Дюрінґ і Зія Мірабдолбагі зауважують, що, хоча цей інструмент і вийшов з ужитку, «завдяки класичній поезії термін барбат пережив століття і став символом золотої доби перської музичної традиції, одним із представників якої був Барбад». Пізніші автори навперейми звеличують Барбада, а деякі навіть надають йому титул «засновника перської музики». Його вважають найвизначнішим музикантом свого часу  і однією з головних постатей в історії музики Ірану. У книзі Sharh bar Kitāb al-adwar, яку приписують письменникові 14-го століття Аль-Шаріфові аль-Джурджані, сказано:
Серед давніх музикантів були такі, що в присутності царя ніколи не грали одну й ту саму мелодію двічі. Такий був Барбад, який жив у часи [Хосрова II]. Він ретельно вивчав свою аудиторію. Він звертав увагу на настрій слухачів, а потім підбирав слова й мелодію так, щоб вона відповідала ситуації й була до вподоби кожному присутньому. Його слава ширилась світом, і [Хосров] хизувався тим, що жоден з минулих чи тогочасних царів не мав такого артиста.
Оригінальний текст (англ.)
Among the ancient musicians, there were those who never played the same melody twice in presence of the king. Such was Barbad, who lived during the time of [Khosrow II]. He took care to study his audience well. He paid attention to the disposition of his listeners' souls, and then he would improvise words and a melody suited to the occasion and corresponding perfectly to each person's desire. His fame spread throughout the world, and [Khosrow] boasted about the fact that neither the kings of the past, nor those of his time, possessed such an artist.— Аль-Шаріф аль-Джурджані (прип.), Sharh bar Kitāb al-adwar.
Поширеність і чисельність розповідей про Барбада свідчать про його тривку посмертну популярність. У сучасних Ірані, Афганістані та Таджикистані слава Барбада не тьмяніє. У 1989 і 1990 роках культурні кола в таджицькому уряді заохочували свій народ пишатися досягненнями Барбада (таджицький уряд загалом намагається вписати «досягнення доісламської цивілізації Ірану» в рамки таджицької культури). Найбільший музичний зал Душанбе (Таджикистан) на честь Барбада названо «Кохі Борбад». Музикознавиця Фірузе Хазраї так підсумовує спадщину Барбада:
З джерел і природи речей, що їх приписують Барбаду, можна зробити висновок, що Барбад залишився в усній популярній культурі, яка увічнила його, постійно переказуючи старі й створюючи нові історії про нього та легендарну силу його музики. Хоча всі ці історії міфологізують Барбада, не повідомляючи нам жодної достеменної інформації про справжню природу його музики, вони підкреслюють безпрецедентний авторитет менестреля та потужний вплив, який він і його музика продовжували справляти на уяву людей у післясасанідський період.
Оригінальний текст (англ.)
From the sources and nature of the things attributed to Barbad, we can conclude that Barbad survived in an oral popular culture that immortalized him by continually retelling old stories about him, and the legendary power of his music, and by spinning out new ones. While all these stories mythologize Barbad without telling us any solid information about the actual nature of his music, they underscore the unparalleled authority of the minstrel and the powerful grip he and his music continued to exercise on the imagination of the people in the post-Sasanian era.— Firoozeh Khazrai

## Нотатки
1. ↑  Практично у всіх джерелах цієї статті вжито форму "Barbad", утім у деяких подано діакритичний знак транслітерації[en] над літерою «a» (тобто «Bārbad»), наприклад, Curtis, (2003, с. 137—138), Kia, (2016, с. 151), Miller, (2012, с. 6) and Tafazzoli, (1988, § para. 1).
2. ↑  Āzādvar-e Changi також знаний як просто Āzād[8].
3. 1 2 3  Сучасні джерела суперечливі щодо двох музикантів, Наґіси і Саркаша. Одні автори, наприклад,During, (1991a, с. 39) і Farhat, (2004, с. 3) подають їх як різних осіб і наводять у списку придворних музикантів Хосрова. Інші ж, як-от Lawergren, (2001, "5. Sassanian period, 224–651 CE.") і Farhat, (2001, "1. History.") вважають, що це одна і та сама особа: «арфіст Саркаш (якого ще називають Накіса)»[6] і «Накіса або Саркаш»[9]. Справа ускладнюється ще й тим, що Гормоз Фаргат[en] представив обох музикантів окремо.
4. ↑  Англійський переклад поеми Файяза див. Khazrai, (2016, с. 168)
5. ↑  Серед старіших джерел, в яких місцем народження Барбада названо Мерв, твори ібн Хордадбега Кітаб ал-лахв ва-л-малахі, Хамдаллаха Муставфі[en] Nuzhat al-qulub, Аль-Саалібі[fa] Ghurar al-saya, а також розповіді Аль-Джагіза і Аль-Істахрі[18].
6. ↑  Серед новіших джерел, в яких місцем народження Барбада названо Джахром, твір Джамал ад-Діна Хосайна Енджу Ширазі Словник Джаханґіра[en], і розповідь Фахруддіна ар-Разі[en][18].
7. ↑  Історії про сходження Барбада на посаду головного менестреля дещо різняться в залежності від джерела. Відмінності в розповідях Фірдоусі та Аль-Саалібі розглянуто в Khazrai, (2016, с. 169–170). Сучасні переказали з неназваних джерел подано в Curtis, (2003, с. 137—138), Kia, (2016, с. 151), Miller, (2012, с. 6) і Tafazzoli, (1988, § para. 3).
8. ↑  Варіанти назви менестреля: rāmeshgar, gosān і khunyāgar[26]. «Поет-менестрель» називається khunyagaran[13].
9. ↑  Науковець Бо Лаверґрен[en] зазначає, що думка про відповідність 360-ти днів у році не враховує 5 додаткових днів[6].
10. ↑  Записав Родольф д'Ерланже[en] (1938)[10]